# أليكساندر كولومييتسيف
أليكساندر كولومييتسيف (بالروسية: Коломейцев, Александр Владимирович)‏ (21 فبراير 1989 بسورغوت في روسيا - ) هو لاعب كرة قدم روسي في مركز الوسط. شارك مع منتخب روسيا تحت 21 سنة لكرة القدم ومنتخب روسيا الثاني لكرة القدم. أما مع النوادي، فقد لعب مع أمكار بيرم وتوربيدو موسكو ولوكوموتيف موسكو وسبورتاكادمكلوب موسكو ‏ وأف سي موسكو.

## وصلات خارجية
- أليكساندر كولومييتسيف على موقع الاتحاد الأوربي (الإنجليزية)
- أليكساندر كولومييتسيف على موقع قاعدة بيانات كرة القدم.إي يو (الإنجليزية)
- أليكساندر كولومييتسيف على موقع Soccerway.com (الإنجليزية)